# Route nationale 693
Die Route nationale 693, kurz N 693 oder RN 693, war eine französische Nationalstraße, die von 1933 bis 1973 zwischen Montluçon und Aubusson verlief. Ihre Länge betrug 64 Kilometer.